# Eugène André Despois
Pour les articles homonymes, voir Despois.
Eugène André Despois, né le 23 décembre 1818 dans l'ancien 10e arrondissement de Paris et mort le 23 septembre 1876 dans le 5e arrondissement de Paris, est un écrivain, traducteur, professeur et journaliste français. Il est renommé notamment pour son livre d'histoire Révolution d’Angleterre, 1603-1688 (1861) et ses prises de position en faveur du socialisme  sous le Second Empire.

## Biographie
Despois est né fin 1818, d'André Jean Antoine Despois et d'Eugénie de Gisors,. Sa mère vient d'une famille d'architectes ; de son père, on sait seulement qu'il est peintre, élève de Jacques-Louis David et de Antoine-Jean Gros et qu'il a laissé un nombre considérable d'œuvres datant de l'Empire et de la Restauration ; il figure également à l'exposition jusqu'en 1835.
Eugène André grandit à Paris et y fait ses études au lycée Saint-Louis — il y remporte notamment le prix d'honneur 1836 de discours latin — puis il entre à l'ENS en 1838.
Il enseigne ensuite la rhétorique à Bourges en 1841, comme suppléant aux collèges Saint-Louis et Henri-IV à Paris, puis comme chargé d'enseignement à Henri-IV, avant d'être nommé à Louis-le-Grand en 1843. Il y est nommé agrégé divisionnaire en 1845, puis professeur (1847) jusqu'au coup d'État du 2 décembre 1851.
À partir de décembre 1847, il collabore au mensuel Liberté de penser ; puis sous le ministère Carnot, il se charge de lectures publiques du soir pour adultes. Républicain convaincu, voyant d'un mauvais œil l'ascension politique de Louis-Napoléon Bonaparte depuis 1846, il lance contre sa candidature électorale une brochure, Le Candidat de M. Émile de Girardin, qui fait parler de lui comme opposant public. Lors du coup d'État de Napoléon III (2 décembre), il refuse de prêter serment à son université publique et est alors embauché en tant que professeur par le collège Sainte-Barbe ; il restera, durant tout le règne de Louis-Napoléon, dans l'enseignement libre. À Sainte-Barbe, il se voit confier — entre autres — un cours de la classe préparatoire à l'école des Mines.
Au retour de la République, c'est Jules Simon qui tente de le réhabiliter auprès des institutions publiques. Il sera ainsi nommé « agrégé des classes supérieures » (1870) et attaché au cabinet du ministre de l'Instruction.
Le 11 février 1871, il est nommé inspecteur général de l'enseignement secondaire (IGIP, Lettres), mais il refuse cette nomination, préférant un poste de sous-bibliothécaire à La Sorbonne, ce qui lui permet de poursuivre ses activités journalistiques et de polémiste. Il est bibliothécaire par arrêté du 31 mars 1871.
En avril et mai 1871, il figura parmi les collaborateurs du quotidien La Nation souveraine. Il continue à travailler dans le journalisme le reste de ses jours et à répandre des idées libérales. Il consacre ses loisirs à l'édition d'une intégrale des œuvres de Molière.
Il meurt à Paris le 23 septembre 1876 et est enterré au cimetière du Montparnasse.
D'après les sources disponibles, Despois demeure toute sa vie un disciple de Rousseau, alliant les changements sociaux profonds du XIXe siècle qu'il traverse, avec ses croyances spiritualistes, avec « parfois même un peu d'intolérance » (ENS).
En 1893, Justin Bellanger, dans son Histoire de la traduction en France, écrit :

« Les deux écrivains qu'il préféra à tous les autres furent Sénèque et Juvénal. Il s'était tellement pénétré de la philosophie stoïcienne que la gravité de sa physionomie contrastait avec la frivolité de nos mœurs contemporaines. »

En 1895, l'ingénieur et pamphlétaire communard Maxime Vuillaume parlait avec affection d'Eugène Despois comme son « vieux maître », ayant été son élève aux cours préparatoires de l'école des Mines au lycée Sainte-Barbe dans la deuxième moitié du Second Empire.

## Œuvre
Despois connaît une diversité de travaux respectable : il est tout autant journaliste, qu'écrivain ou traducteur, seul ou en collaboration.

### Traductions
En 1844, il fournit trois traductions à la Bibliothèque latine-française de la Collection Panckoucke. À la même période, il traduit aussi les satiriques latins pour les Chefs-d'œuvre des littératures anciennes. En 1849, il participe à la publication en latin des Œuvres d'Abeilard, par M. Cousin, ainsi qu'à l'annotation de plusieurs éditions classiques.

### Journalisme
Son style journalistique le fit connaître du public comme un opposant politique et intellectuel au Second Empire de Louis-Napoléon Bonaparte. Il participe librement aux journaux et revues : Liberté de penser, La Revue des Deux Mondes, Revue de Paris, La Revue nationale.
Son article Le Candidat de M. Émile Girardin, à l'occasion de l'élection présidentielle du 10 décembre 1848, fut tiré à plus de 50 000 exemplaires et largement lu et relayé dans tout Paris.

### Littérature
Parmi ses sujets de prédilection, Despois s'intéresse notamment à l'histoire. Il publie :
- La Révolution d'Angleterre, 1603-1668, 1861
- Les Lettres et la Liberté, 1865
- Le Vandalisme révolutionnaire, 1868 (lire en ligne)
- Le Théâtre français sous Louis XIV, 1874

Il commence une Collection des grands écrivains dans les années 1870, notamment pour éditer une anthologie de Molière, qu'il ne finira jamais (trois volumes imprimés).